# 2010-es Giro d’Italia
A 2010-es Giro d’Italia a 93. olasz kerékpáros körverseny volt 1909 óta. 2010. május 8-án kezdődött Hollandiában, Amszterdamban és május 30-án ért véget az olaszországi Veronában. A verseny része volt a 2010-es UCI-világranglistának. Az összetettet az olasz Ivan Basso nyerte meg. Második helyen a spanyol David Arroyo végzett, míg a harmadik a szintén olasz Vincenzo Nibali lett.

## Részt vevő csapatok
A verseny 22 részt vevő csapatát 2010. március 22-én jelentették be. A versenyen 15 ProTour csapat indult a 18-ból. Hét profi kontinentális csapat is meghívást kapott. Minden csapat 9 versenyzőt indíthatott, így összesen 198 versenyző állt rajthoz.
- AG2R La Mondiale
- Astana
- Caisse d’Epargne
- Footon–Servetto
- Garmin–Transitions
- Lampre–Farnese Vini
- Liquigas–Doimo
- Omega Pharma–Lotto
- Quick Step
- Rabobank
- Team Sky
- Team HTC–Columbia
- Katyusa
- Team Milram
- Team Saxo Bank
- Acqua & Sapone
- Androni Giocattoli
- Bbox Bouygues Telecom
- BMC Racing Team
- Cervélo TestTeam
- Cofidis
- Colnago–CSF Inox

Több korábbi győztes kerékpáros is bejelentette, hogy nem indul 2010-ben a Girón, hogy a Tour de France-ra tudjon összpontosítani: Alberto Contador és Gyenyisz Menysov sem volt ott a rajtnál.

## Szakaszok
2010-ben a verseny 21 szakaszból állt:
| Szakasz | Dátum     | Útvonal                                         | Hossz               | Jelleg              | Jelleg              | Győztes             |                     |
| ------- | --------- | ----------------------------------------------- | ------------------- | ------------------- | ------------------- | ------------------- | ------------------- |
| 1.      | május 8.  | Amszterdam (Hollandia)                          | 8,4 km (5,2 mi)     |                     | Egyéni időfutam     | Bradley Wiggins     |                     |
| 2.      | május 9.  | Amszterdam (Hollandia) - Utrecht (Hollandia)    | 209 km (130 mi)     |                     | sík szakasz         | Tyler Farrar        |                     |
| 3.      | május 10. | Amszterdam (Hollandia) - Middelburg (Hollandia) | 224 km (139 mi)     |                     | sík szakasz         | Wouter Weylandt     |                     |
|         | május 11. | Pihenőnap                                       | Pihenőnap           | Pihenőnap           | Pihenőnap           | Pihenőnap           | Pihenőnap           |
| 4.      | május 12. | Savigliano - Cuneo                              | 32.5 km (20.2 mi)   |                     | csapatidőfutam      | Liquigas–Doimo      |                     |
| 5.      | május 13. | Novara - Novi Ligure                            | 168 km (104 mi)     |                     | sík szakasz         | Jérôme Pineau       |                     |
| 6.      | május 14. | Fidenza - Marina di Carrara                     | 166 km (103 mi)     |                     | sík/hegyi szakasz   | Matthew Lloyd       |                     |
| 7.      | május 15. | Carrara - Montalcino                            | 215 km (134 mi)     |                     | sík/hegyi szakasz   | Cadel Evans         |                     |
| 8.      | május 16. | Chianciano - Monte Terminillo                   | 189 km (117 mi)     |                     | Hegyi szakasz       | Chris Sørensen      |                     |
| 9.      | május 17. | Frosinone - Cava de’ Tirreni                    | 188 km (117 mi)     |                     | sík szakasz         | Matthew Goss        |                     |
| 10.     | május 18. | Avellino - Bitonto                              | 220 km (137 mi)     |                     | sík szakasz         | Tyler Farrar        |                     |
| 11.     | május 19. | Lucera - L’Aquila                               | 256 km (159 mi)     |                     | sík/hegyi szakasz   | Jevgenyij Petrov    |                     |
| 12.     | május 20. | Città Sant’Angelo - Porto Recanati              | 191 km (119 mi)     |                     | sík szakasz         | Filippo Pozzato     |                     |
| 13.     | május 21. | Porto Recanati - Cesenatico                     | 222 km (138 mi)     |                     | sík/hegyi szakasz   | Manuel Belletti     |                     |
| 14.     | május 22. | Ferrara - Asolo (Monte Grappa)                  | 201 km (125 mi)     |                     | hegyi szakasz       | Vincenzo Nibali     |                     |
| 15.     | május 23. | Mestre - Zoncolan                               | 161 km (100 mi)     |                     | hegyi szakasz       | Ivan Basso          |                     |
|         | május 24. | Pihenőnap                                       | Pihenőnap           | Pihenőnap           | Pihenőnap           | Pihenőnap           | Pihenőnap           |
| 16.     | május 25. | San Vigilio di Marebbe - Plan de Corones        | 12.9 km (8.0 mi)    |                     | Egyéni időfutam     | Stefano Garzelli    |                     |
| 17.     | május 26. | Brunico - Pejo Terme                            | 173 km (107 mi)     |                     | sík/hegyi szakasz   | Damien Monier       |                     |
| 18.     | május 27. | Levico Terme - Brescia                          | 151 km (94 mi)      |                     | sík szakasz         | André Greipel       |                     |
| 19.     | május 28. | Brescia - Aprica                                | 195 km (121 mi)     |                     | hegyi szakasz       | Michele Scarponi    |                     |
| 20.     | május 29. | Bormio - Tonale-hágó                            | 178 km (111 mi)     |                     | hegyi szakasz       | Johann Tschopp      |                     |
| 21.     | május 30. | Verona                                          | 15.3 km (9.5 mi)    |                     | Egyéni időfutam     | Gustav Larsson      |                     |
|         | Összesen: | Összesen:                                       | 3,418 km (2,124 mi) | 3,418 km (2,124 mi) | 3,418 km (2,124 mi) | 3,418 km (2,124 mi) | 3,418 km (2,124 mi) |

## Összetett táblázat
Végeredmény:
|    | Versenyző                  | Csapat             | Idő                  |
| -- | -------------------------- | ------------------ | -------------------- |
| 1  | Ivan Basso (ITA)           | Liquigas–Doimo     | 87:44:01             |
| 2  | David Arroyo (ESP)         | Caisse d’Epargne   | 87:45:52 (+00:01:51) |
| 3  | Vincenzo Nibali (ITA)      | Liquigas–Doimo     | 87:46:38 (+00:02:37) |
| 4  | Michele Scarponi (ITA)     | Androni Giocattoli | 87:46:51 (+00:02:50) |
| 5  | Cadel Evans (AUS)          | BMC Racing Team    | 87:47:28 (+00:03:27) |
| 6  | Alekszandr Vinokurov (KAZ) | Astana             | 87:51:07 (+00:07:06) |
| 7  | Richie Porte (AUS)         | Team Saxo Bank     | 87:51:23 (+00:07:22) |
| 8  | Carlos Sastre (ESP)        | Cervélo TestTeam   | 87:53:40 (+00:09:39) |
| 9  | Marco Pinotti (ITA)        | Team HTC–Columbia  | 87:58:21 (+00:14:20) |
| 10 | Robert Kiserlovski (CRO)   | Liquigas–Doimo     | 87:58:52 (+00:14:51) |

Pontverseny:
|    | Versenyző                 | Csapat             | Pontszám |
| -- | ------------------------- | ------------------ | -------- |
| 1  | Cadel Evans (AUS)         | BMC Racing Team    | 150      |
| 2  | Alexander Vinokurov (KAZ) | BMC Racing Team    | 128      |
| 3  | Vincenzo Nibali (ITA)     | Liquigas–Doimo     | 116      |
| 4  | Michele Scarponi (ITA)    | Androni Giocattoli | 110      |
| 5  | Ivan Basso (ITA)          | Liquigas–Doimo     | 105      |
| 6  | Marco Pinotti (ITA)       | Team HTC–Columbia  | 74       |
| 7  | Jerome Pineau (FRA)       | Quick Step         | 69       |
| 8  | Filippo Pozzato (ITA)     | Katyusha           | 67       |
| 9  | Damiano Cunego (ITA)      | Lampre             | 64       |
| 10 | John Gadret (FRA)         | AG2R-La Mondiale   | 64       |

## Összegzés
| Szakasz (nyertese)                   | Összetett verseny ·  | Hegyi pontverseny · | Pontverseny ·        | Fiatal versenyzők versenye · | Leggyorsabb csapat | Szuper csapat     |
| ------------------------------------ | -------------------- | ------------------- | -------------------- | ---------------------------- | ------------------ | ----------------- |
| 1. szakasz (ITT) (Bradley Wiggins)   | Bradley Wiggins      | nem osztanak        | Bradley Wiggins      | Richie Porte                 | Team Sky           | Team Sky          |
| 2. szakasz (Tyler Farrar)            | Cadel Evans          | Paul Voss           | Tyler Farrar         | Richie Porte                 | Team Saxo Bank     | Team Sky          |
| 3. szakasz (Wouter Weylandt)         | Alekszandr Vinokurov | Paul Voss           | Graeme Brown         | Richie Porte                 | Team Saxo Bank     | Team HTC–Columbia |
| 4. szakasz (TTT) (Liquigas–Doimo)    | Vincenzo Nibali      | Paul Voss           | Graeme Brown         | Valerio Agnoli               | Liquigas–Doimo     | Team HTC–Columbia |
| 5. szakasz (Jérôme Pineau)           | Vincenzo Nibali      | Paul Voss           | Jérôme Pineau        | Valerio Agnoli               | Liquigas–Doimo     | Team HTC–Columbia |
| 6. szakasz (Matthew Lloyd)           | Vincenzo Nibali      | Matthew Lloyd       | Tyler Farrar         | Valerio Agnoli               | Liquigas–Doimo     | Team HTC–Columbia |
| 7. szakasz (Cadel Evans)             | Alekszandr Vinokurov | Matthew Lloyd       | Tyler Farrar         | Richie Porte                 | Team Saxo Bank     | Team HTC–Columbia |
| 8. szakasz (Chris Sørensen)          | Alekszandr Vinokurov | Matthew Lloyd       | Cadel Evans          | Richie Porte                 | Liquigas–Doimo     | Team HTC–Columbia |
| 9. szakasz (Matthew Goss)            | Alekszandr Vinokurov | Matthew Lloyd       | Tyler Farrar         | Richie Porte                 | Liquigas–Doimo     | Team HTC–Columbia |
| 10. szakasz (Tyler Farrar)           | Alekszandr Vinokurov | Matthew Lloyd       | Tyler Farrar         | Richie Porte                 | Liquigas–Doimo     | Team HTC–Columbia |
| 11. szakasz (Jevgenyij Petrov)       | Richie Porte         | Matthew Lloyd       | Tyler Farrar         | Richie Porte                 | Team Saxo Bank     | Team HTC–Columbia |
| 12. szakasz (Filippo Pozzato)        | Richie Porte         | Matthew Lloyd       | Jérôme Pineau        | Richie Porte                 | Team Saxo Bank     | Team HTC–Columbia |
| 13. szakasz (Manuel Belletti)        | Richie Porte         | Matthew Lloyd       | Jérôme Pineau        | Richie Porte                 | Team Saxo Bank     | Team HTC–Columbia |
| 14. szakasz (Vincenzo Nibali)        | David Arroyo         | Matthew Lloyd       | Alekszandr Vinokurov | Richie Porte                 | Liquigas–Doimo     | Team HTC–Columbia |
| 15. szakasz (Ivan Basso)             | David Arroyo         | Matthew Lloyd       | Cadel Evans          | Richie Porte                 | Liquigas–Doimo     | Liquigas–Doimo    |
| 16. szakasz (ITT) (Stefano Garzelli) | David Arroyo         | Matthew Lloyd       | Cadel Evans          | Richie Porte                 | Liquigas–Doimo     | Liquigas–Doimo    |
| 17. szakasz (Damien Monier)          | David Arroyo         | Matthew Lloyd       | Cadel Evans          | Richie Porte                 | Liquigas–Doimo     | Liquigas–Doimo    |
| 18. szakasz (André Greipel)          | David Arroyo         | Matthew Lloyd       | Cadel Evans          | Richie Porte                 | Liquigas–Doimo     | Liquigas–Doimo    |
| 19. szakasz (Michele Scarponi)       | Ivan Basso           | Ivan Basso          | Cadel Evans          | Richie Porte                 | Liquigas–Doimo     | Liquigas–Doimo    |
| 20. szakasz (Johann Tschopp)         | Ivan Basso           | Matthew Lloyd       | Cadel Evans          | Richie Porte                 | Liquigas–Doimo     | Liquigas–Doimo    |
| 21. szakasz (ITT) (Gustav Larsson)   | Ivan Basso           | Matthew Lloyd       | Cadel Evans          | Richie Porte                 | Liquigas–Doimo     | Liquigas–Doimo    |
| Végeredmény                          | Ivan Basso           | Matthew Lloyd       | Cadel Evans          | Richie Porte                 | Liquigas–Doimo     | Liquigas–Doimo    |

## Képek

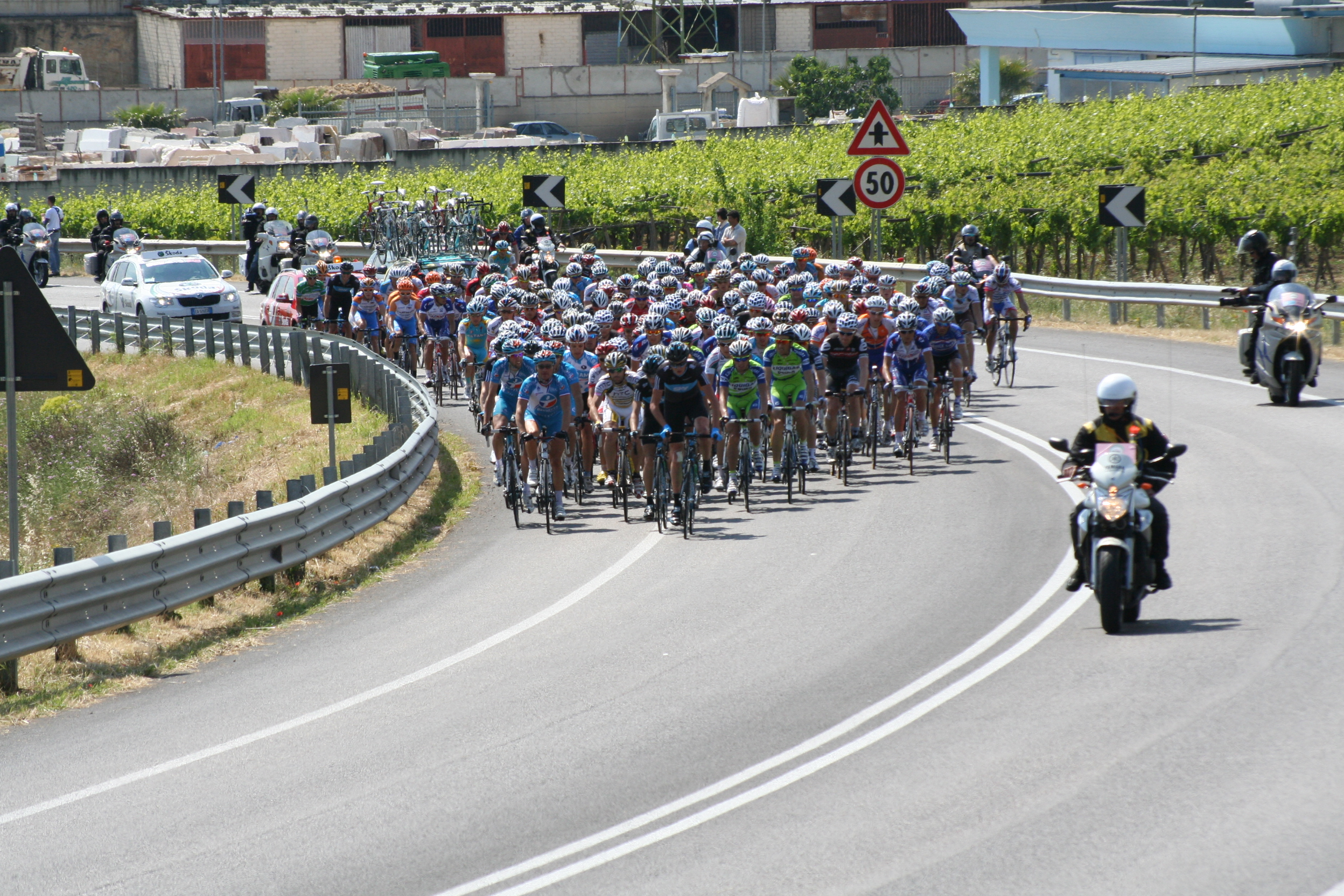
A mezőny a 2010-es Giro egyik szakaszán
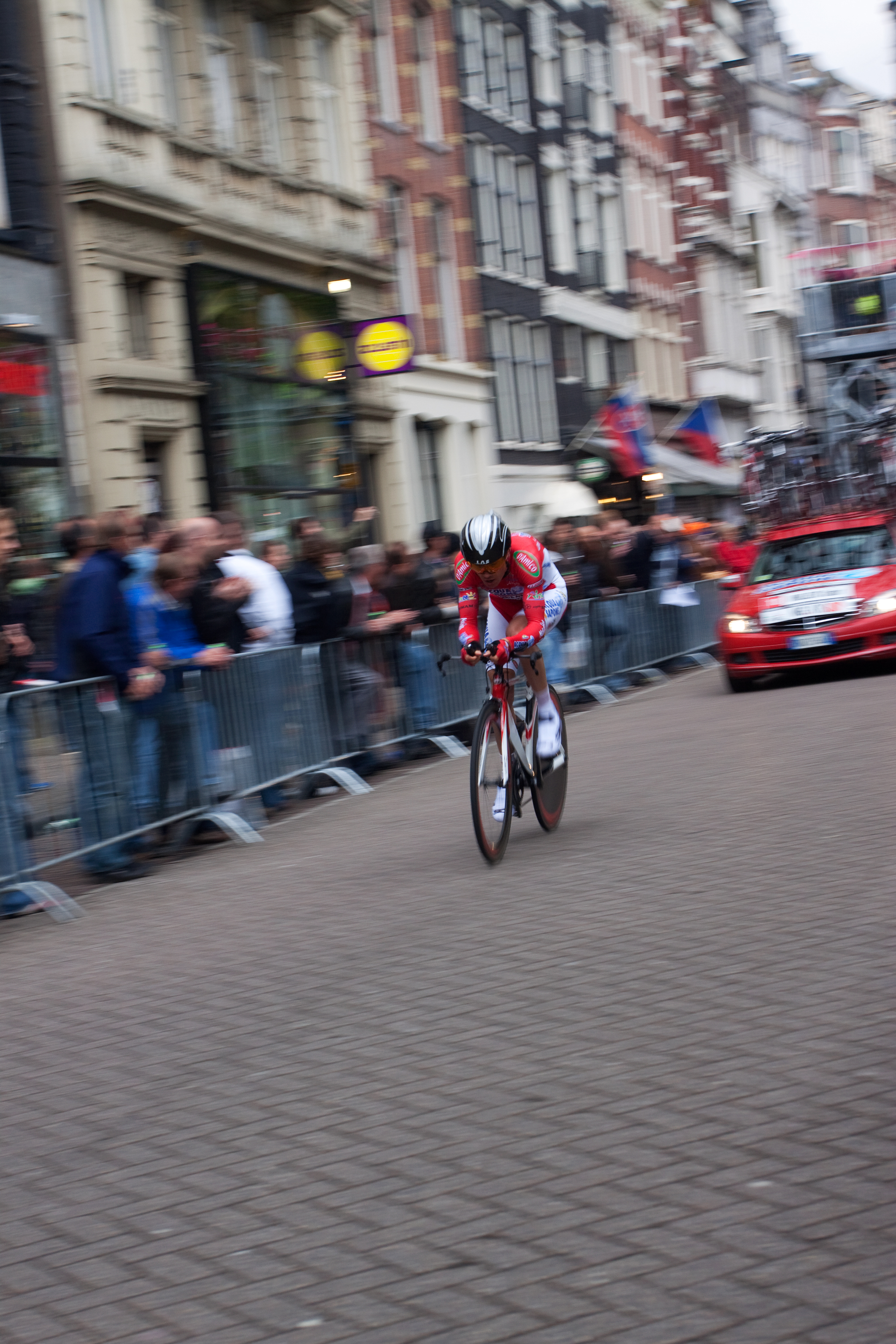
Az egyik résztvevő Amszterdamban, a nyitó időfutamon

## Fordítás
Ez a szócikk részben vagy egészben  a(z)   2010 Giro d'Italia című angol Wikipédia-szócikk ezen változatának fordításán alapul.  Az eredeti cikk szerkesztőit annak laptörténete sorolja fel. Ez a jelzés csupán a megfogalmazás eredetét és a szerzői jogokat jelzi, nem szolgál a cikkben szereplő információk forrásmegjelöléseként.